# Lạm dụng tình dục trẻ em ở Úc
Lạm dụng tình dục trẻ em đang là vấn đề được quan tâm ở Úc, là hành vi bị điều tra và khởi tố theo luật pháp, và là mục tiêu nghiên cứu về mức độ thịnh hành, nguyên nhân và các tác động tới đời sống xã hội.

## Mức độ phổ biến
Theo một báo cáo về các hình thức lạm dụng tình dục trẻ em trên các bang và vùng lãnh thổ nước Úc năm 2011–12, có 48.420 trường hợp đe doạ trẻ em đã được phát hiện, 5.828 vụ trong số đó là lạm dụng tình dục.
Bằng chứng từ các báo cáo cho thấy thủ phạm của phần lớn các vụ hiếp dâm xảy ra tại Úc biết rõ nạn nhân chúng tấn công. Theo một báo cáo năm 2009 của Cục thống kê Úc, 42% số vụ hiếp dâm có sự can thiệp của pháp luật ở Úc năm đó xảy ra với trẻ em dưới 14 tuổi; số liệu này tính cả các vụ xâm hại tình dục mà một số người lớn cho biết họ đã từng là nạn nhân khi còn ở độ tuổi dưới 14. Tỷ lệ số vụ trong đó trẻ bị xâm hại có quan hệ huyết thống với kẻ xâm hại là: 26% ở Nam Úc, trên 20% ở Lãnh thổ Thủ đô Úc và Tasmania, 39% ở New South Wales, và 30% ở Queensland.

## Các nghiên cứu khác
Lạm dụng tình dục trẻ em gây ra các vấn đề về tình cảm và hành vi cho nạn nhân, và làm gia tăng tỉ lệ nghiện rượu, trầm cảm, các bệnh về tâm lý, và tự sát ở họ. Năm 2007 Uỷ ban Trẻ em Queensland cho biết "khoảng 70% số bệnh nhân tâm thần từng bị lạm dụng tình dục khi còn nhỏ". Một nghiên cứu tại 27 nhà tù ở New South Wales cho thấy 65% số tù nhân nam và nữ đã từng bị lạm dụng tình dục và thể xác khi còn là trẻ em.

## Một số vụ án nổi tiếng
- Dante Arthurs (s. 1984) – hiếp dâm và sát hại một em nhỏ trong một trung tâm mua sắm vào năm 2007.[5] Bị tù giam 13 năm.[6]
- Robert Bropho (1930–2011) – một nhà hoạt động vì quyền người Úc bản địa đến từ Perth, Tây Úc, bị kết án lạm dụng tình dục trẻ em hàng loạt. Bị kết án 3 năm tù vào năm 2008; tuy nhiên sau đó bị kéo dài tháng 6 năm. Chết trong khi thi hành án.[7]
- Michael Guider (s. 1950) – bị kết án vì nhiều vụ lạm dụng tình dục trẻ em.[8]
- Jack Perry (s. 1917) – bị kết án lạm dụng tình dục trẻ em vào năm 1994.[9][10]
- Robert Hughes (s. 1948) – diễn viên, bị kết án năm 2014.[11]
- Gerald Ridsdale (s. 1934) – linh mục Công giáo, bị kết án vì nhiều lần xâm hại tình dục trẻ em.[12][13]
- Steve Randell (s. 1956) – cựu cầu thủ cricket, bị kết án tháng 8 năm 1999 với 15 lần xâm hại tình dục trẻ em riêng biệt với 9 nữ sinh trong khoảng thời gian từ năm 1981 đến 1982. Bị kết án bốn năm tù (phải thi hành tối thiểu 2 năm). Được thả có điều kiện tháng 5 năm 2002.[14]
- Brian Keith Jones (s. 1947) – năm 1981, bị kết án 14 năm tù với thời hạn không tha có điều kiện là 12 năm.[15] Năm 2006, bị kết án chung thân vì vi phạm điều kiện tha bổng.[16]
- Robert 'Dolly' Dunn (1941–2009) – một giáo viên làm việc cho Marist Brothers, một dòng tu Công giáo. Dính dáng tới 24 vụ tấn công tình dục với trẻ em nam trong hơn 10 năm (tính đến 1995). Mức phạt tính kèm với ba vụ sử dụng ma tuý khác. Năm 2001, bị kết án 30 năm tù giam với thời gian không thả có điều kiện lên tới 2,5 năm.[17]
- Dennis Ferguson (1948–2012) – năm 1988, bắt cóc và xâm hại tình dục ba trẻ em, bị phạt 14 năm tù giam.[18]
- William Kamm (s. 1950) – bị phạt 5 năm tù giam vì xâm hại tình dục một bé gái.[8]
- Terry Martin (s. 1957) – nghị sĩ Tasmania, ngày 21 tháng 11 năm 2011 bị kết án vì sản xuất sách báo khiêu dâm và quan hệ tình dục với bé gái 12 tuổi.[19]